# Biante (mitología)
En la mitología griega, el «violento» Biante o Bias (en griego: Βῖᾱς, -αντος; latín: Bĭas -antis) fue un hermano de Melampo y como tal hijo de Amitaón y de Idómene, a quien algunos refieren como Aglaya. Recibió un tercio del gobierno de Argos, perteneciendo las otras dos partes a Melampo y Megapentes. Como sucede con las parejas de hermanos en la mitología, uno de ellos es célebre y el otro secundario, perteneciendo Biante a esta segunda categoría.
Biante casó en primeras nupcias con su prima Pero, hija de Neleo; y ambos tuvieron un hijo llamado Tálao; este heredó el trono argivo. De Argos llegaron los argonautas Tálao, Areo y el valeroso Leódoco, todos ellos hijos de Biante a los que había alumbrado Pero. No obstante Higino dice que el verdadero padre de Leódoco fue Ares. Otra fuente dice que otros hijos de la pareja fueron Perialces, Areto (acaso el mismo que Areo) y Alfesibea (la misma que Anaxibia).
Más tarde Biante volvió a casarse, esta vez con Lisipe, la hija de Preto, después de que Melampo la hubiera sanado de su locura. Algunos dicen que esto sucedió tras la muerte de Pero, pero las fuentes no aclaran bien el destino de la misma. Fue entonces cuando recibió un tercio del reino de Preto. Biante —e implícitamente Lisipe— tuvo otra hija, Anaxibia; esta se casó con Pelias y de ambos nació un hijo, Acasto, y varias hijas más, las Pelíades.
La sucesión de Biántidas en el trono argivo se sucede así: Biante - Tálao - Adrasto - Diomedes - Cianipo.
| Predecesor: Anaxágoras | Reyes de Argos | Sucesor: Tálao |